# Шорнінка
Шо́рнінка (рос. Шорнинка) — річка в Росії, ліва притока Іти. Протікає територією Якшур-Бодьїнського, Ігринського та Шарканського районів Удмуртії.
Річка починається на південний захід від присілка Сосновські Шорні на території Якшур-Бодьїнського району і має північно-східний напрямок руху течії до самого гирла. В районі присілку Сосновські Шорні річка входить на територію Ігринського району, нижня течія знаходиться на території Шарканського району. Береги річки подекуди заліснені, у середній та нижній течії заболочені. На річці створено декілька ставків. Річка приймає декілька дрібних приток.
Над річкою розташовано населені пункти Сосновські Шорні та Нижні Шорні Ігринського району.